# Tătârlaua
Tătârlaua (węg. Felsőtatárlaka) – wieś w Rumunii, w okręgu Alba, w gminie Cetatea de Baltă. W 2011 roku liczyła 740 mieszkańców.